# میلوش یوییچ
میلوش یوییچ (سیریلیک صربی: Милош Јојић؛ زادهٔ ۱۹ مارس ۱۹۹۲) بازیکن فوتبال اهل صربستان است.
از باشگاه‌هایی که در آن بازی کرده‌است می‌توان به باشگاه فوتبال کلن، باشگاه فوتبال بروسیا دورتموند، و باشگاه فوتبال پارتیزان اشاره کرد.
وی همچنین در تیم‌های ملی فوتبالزیر ۲۱ سال صربستان، و صربستان بازی کرده‌است.